# Chaetostricha nysiusae
Chaetostricha nysiusae är en stekelart som först beskrevs av Jean Risbec 1956.  Chaetostricha nysiusae ingår i släktet Chaetostricha och familjen hårstrimsteklar. Inga underarter finns listade i Catalogue of Life.